# Весёлый Гай (Днепропетровская область)
Весёлый Гай (укр. Веселий Гай) — село, Поливановский сельский совет, Магдалиновский район, Днепропетровская область, Украина.
Код КОАТУУ — 1222386002. Население по переписи 2001 года составляло 106 человек.

## Географическое положение
Село Весёлый Гай находится на берегу реки Кильчень, выше по течению на расстоянии в 1 км расположены сёла Новоивановка и Калиновка, ниже по течению примыкает село Запорожье. Рядом проходит автомобильная дорога Т-0410.